# 480

## Události
- Rod Merovejců vpadl do Galie.
- Smrt posledního, Konstantinopolí uznaného západořímského císaře, Julia Nepota

## Narození
- Anicius Manlius Torquatus Severinus Boëthius, křesťanský teolog a filosof

## Hlavy států
- Papež – Simplicius (468–483)
- Byzantská říše – Zenon (474–475, 476–491)
- Franská říše – Childerich I. (458–481)
- Perská říše – Péróz I. (459–484)
- Itálie – Flavius Odoaker (476–493)
- Západořímská říše – Julius Nepos (474–480)[p. 1]
- Ostrogótské království – Theodorich Veliký (474–526)
- Vizigóti – Eurich (466–484)
- Vandalové – Geiserich (428–477) » Hunerich (477–484)